# Pseudalosterna extrema
Pseudalosterna extrema är en skalbaggsart som beskrevs av Holzschuh 2008. Pseudalosterna extrema ingår i släktet Pseudalosterna och familjen långhorningar.
Artens utbredningsområde är Laos. Inga underarter finns listade i Catalogue of Life.